# Isotoma trispinata
Isotoma trispinata är en urinsektsart som beskrevs av Macgillivray 1896. Isotoma trispinata ingår i släktet Isotoma och familjen Isotomidae. Inga underarter finns listade i Catalogue of Life.